# Чорою-Ноу
Чорою-Ноу (рум. Cioroiu Nou) — село у повіті Долж в Румунії. Входить до складу комуни Чорояші.
Село розташоване на відстані 216 км на захід від Бухареста, 41 км на південний захід від Крайови.

## Населення
За даними перепису населення 2002 року у селі проживали 660 осіб, усі — румуни. Усі жителі села рідною мовою назвали румунську.